# Blaisdon
Blaisdon  é uma paróquia e aldeia de Forest of Dean, no condado de  Gloucestershire, na Inglaterra. De acordo com o Censo de 2011, tinha 265 habitantes. Tem uma área de 7,99  km².